# Colobothea bilineata
Colobothea bilineata är en skalbaggsart som beskrevs av Bates 1865. Colobothea bilineata ingår i släktet Colobothea och familjen långhorningar. Inga underarter finns listade i Catalogue of Life.